# 桑贝勒
桑贝勒（法語：Sain-Bel，法語發音：[sɛ̃ bɛl]）是法国罗讷省的一个市镇，属于索恩河畔自由城区。

## 地理
桑贝勒（45°48'37"N, 4°35'53"E）面积3.68 平方千米，位于法国奥弗涅-罗讷-阿尔卑斯大区罗讷省，该省份为法国中东部省份，北起顺时针与索恩-卢瓦尔省、安省、里昂大都会、伊泽尔省和卢瓦尔省接壤。
与桑贝勒接壤的市镇（或旧市镇、城区）包括：拉尔布雷勒、舍维奈、埃沃、萨维尼、苏尔雪莱米讷、圣皮埃尔拉帕吕。

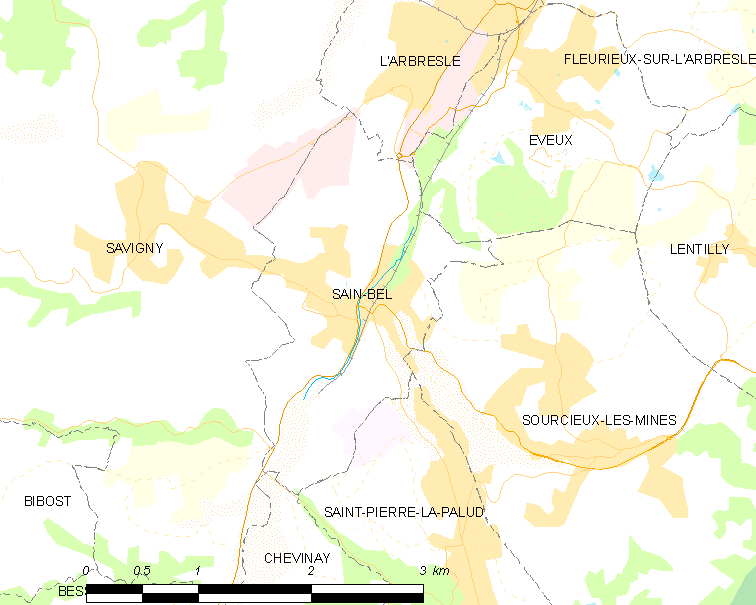
桑贝勒的OSM定位图

桑贝勒的时区为UTC+01:00、UTC+02:00（夏令时）。

## 行政
桑贝勒的邮政编码为69210，INSEE市镇编码为69171。

## 政治
桑贝勒所属的省级选区为拉尔布雷勒县。

## 人口

1962-2008年间桑贝勒人口变化图示

桑贝勒于2022年1月1日时的人口数量为2568人。